# Oresundski most
Oresundski most (Švedski: Öresundsbron, Danski: Øresundsbroen, službeno Øresundsbron) je kombinirani most-tunel nad Oresundskim vratima koji povezuje gradove Kopenhagen u Danskoj i Malmö u Švedskoj. Most prenosi automobilski (4 trake) i vlakovni promet (2 kolosijeka). Oresundski most je najduži kombinirani most-tunel za automobilski i vlakovni promet u Europi te najduži most na svijetu koji prelazi neku državnu granicu.

## Naziv mosta
Iako postoje različiti nazivi, u Danskoj i Švedskoj se za most najčešće koristi kombinacija dvaju naziva, Øresundsbron, koja je ujedno i službeni naziv mosta koji koristi tvrtka upravitelj mosta Øresundsbro Konsortiet. Zajednički naziv predstavlja zajednički kulturni identitet oresundske regije. S obzirom na kombiniranu konstrukciju mosta koja sadrži i tunel, most se često naziva Oresundska veza (Danski: Øresundsforbindelsen, Švedski: Öresundsförbindelsen).

## Povijest mosta
Izgradnja mosta počela je 1995., a posljednji dio je ugrađen 14. kolovoza 1999. Most je službeno otvoren 1. srpnja 2000. te je pušten u promet istog dana. 
Na samom početku promet na mostu nije dostigao očekivani intenzitet čemu je u najvećoj mjeri doprinijela skupa mostarina. Tijekom 2005. i 2006. zabilježen je brz rast intenziteta prometa na mostu. Taj se fenomen djelomično objašnjava selidbom određenog broja Danaca iz Danske u Švedsku (zbog nižih cijena života i povoljnijih nekretnina) koji mostom redovno putuju na posao u Dansku.
Od 2008. jednokratni prijelaz mosta za osobni automobil stoji DKK 260, SEK 325 ili EUR 36. Za redovne korisnike mosta postoje značajni popusti do 75%. U 2007. godini most je prešlo oko 25 milijuna ljudi, od toga 15,2 milijuna automobilima i autobusima te 9,6 milijuna vlakovima.

## Tehnički podaci
Najviši stup mosta visok je 204 m. Mostovni dio je ukupne duljine 7,845 m što je otprilike polovica udaljenosti danskog i švedskog kopna. Masa mostovnog dijela iznosi 82,000 metričkih tona. Vlakovni kolosijeci se nalaze ispod cestovnih traka. Plovidbena visina mosta je 57 metara no unatoč tome većina morskog prometa se odvija preko Oresundskih vrata koja se nalaze nad tunelom. 

## Peberholm, umjetni otok
Na polovici puta između dvaju kopna nalazi se umjetni otok Peberholm gdje ujedno i završava mostovni dio konstrukcije te počinje tunelski dio. Otok je dug oko 4 km, širok nekoliko stotina metara te službeno pripada Danskoj. Otok je nenaseljen i na njemu se nalazi prirodni rezervat.

## Tunel Drogden
Veza između otoka Peberholma i najbližeg danskog kopna je tunel Drogden (Švedski: Drogdentunnelen). Tunel je dugačak 4,050 m od čega se 3,510 m nalazi ispod mora. Razlog za izgradnju tunela umjesto nastavka postojeće mostne konstrukcije bila je prevelika blizina aerodroma u Kopenhagenu. 

## Cijena izgradnje
Cijena izgradnje cjelokupne konstrukcije uključujući prilazne prometnice i pruge je iznosila oko EUR 4,15 mlrd. Očekuje se da će most isplatiti cijenu svoje konstrukcije 2035.

## Vanjske poveznice
- Službene stranice mosta  Arhivirana inačica izvorne stranice od 7. lipnja 2007. (Wayback Machine)